# Rebollares del Cea
Rebollares del Cea este o arie protejată (arie specială de conservare — SAC, sit de importanță comunitară — SCI) din Spania întinsă pe o suprafață de 13.280,41 ha, integral pe uscat.

## Localizare
Centrul sitului Rebollares del Cea este situat la coordonatele 42°38′00″N 5°05′58″W / 42.6333°N 5.0994°V.

## Înființare
Situl Rebollares del Cea a fost declarat sit de importanță comunitară în februarie 2004 pentru a proteja 2 specii de plante și 6 specii de animale. Situl a fost protejat și ca arie specială de conservare în septembrie 2015.

## Biodiversitate
Situată în ecoregiunea mediteraneană, aria protejată conține 9 habitate naturale: Fânețe de joasă altitudine (Alopecurus pratensis, Sanguisorba officinalis), Păduri de stejar galițio-portugheze cu Quercus robur și Quercus pyrenaica, Pajiști cu Molinia pe soluri calcaroase, turboase sau argilos-nămoloase (Molinion caeruleae), Iazuri temporare mediteraneene, Pajiști uscate europene, Lacuri eutrofice naturale cu vegetație de tip Magnopotamion sau Hydrocharition, Formațiuni ierboase bogate în specii de Nardus, dezvoltate pe substraturi silicioase în zone montane (și în zone submontane, în Europa continentală), Pajiști umede atlantice temperate cu Erica ciliaris și Erica tetralix, Pseudostepă cu ierburi și specii anuale de Thero-Brachypodietea.
La baza desemnării sitului se află mai multe specii protejate:
- plante (2): Festuca elegans, Santolina semidentata
- mamifere (2): liliac comun (Myotis myotis), urs brun (Ursus arctos)
- nevertebrate (4): Austropotamobius pallipes, croitorul mare al stejarului (Cerambyx cerdo), fluturele auriu (Euphydryas aurinia), rădașcă (Lucanus cervus)

Pe lângă speciile protejate, pe teritoriul sitului au mai fost identificate 5 specii de plante, 4 specii de amfibieni, 9 specii de mamifere.